# Reinersen

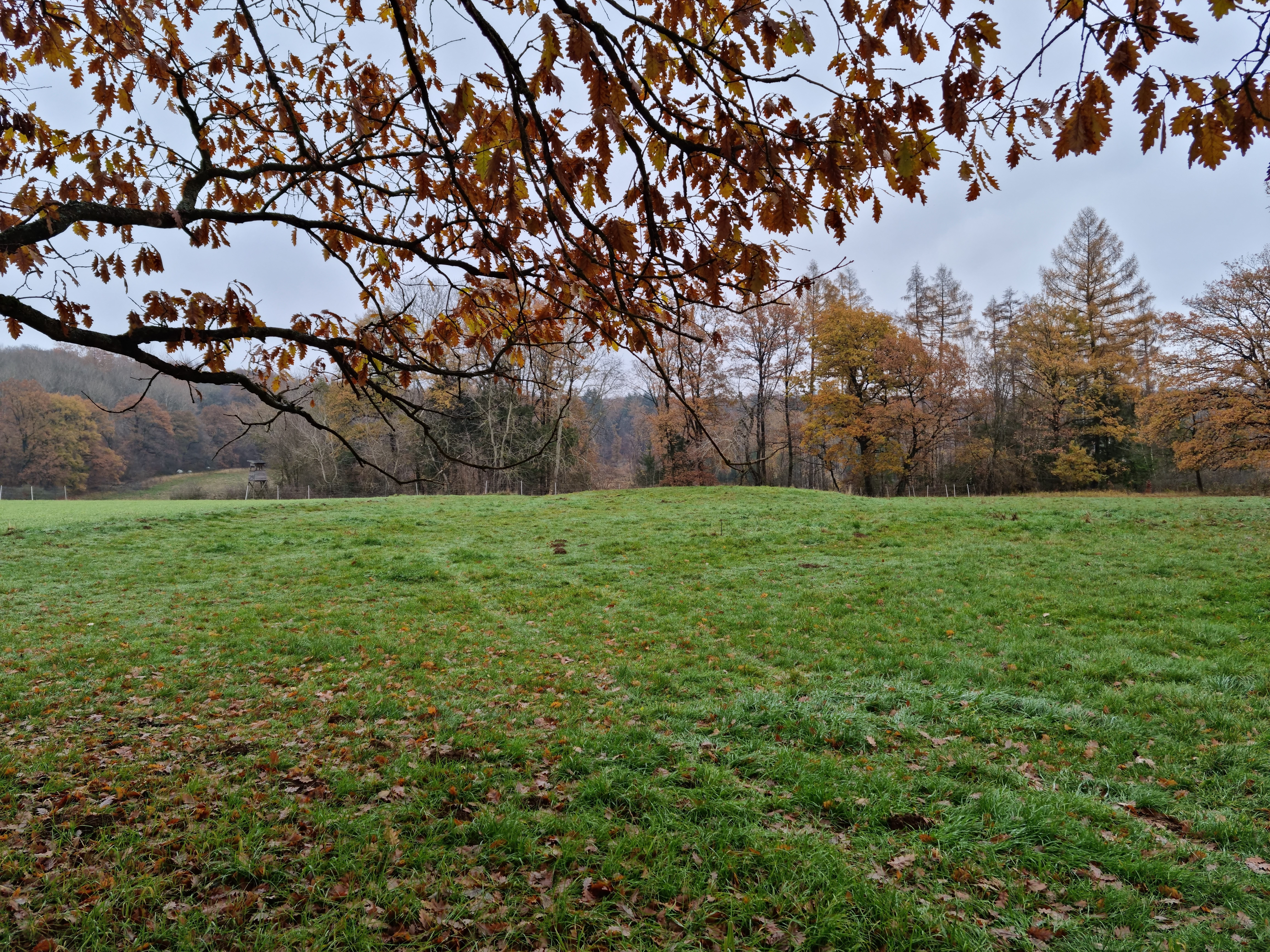
Wüstung Reinersen – die kleine Erhebung auf der Wiese ist der ehemalige Standort der Kirche

Reinersen ist eine Dorfwüstung bei Mariendorf, dem nördlichsten Stadtteil von Immenhausen im nordhessischen Landkreis Kassel.

## Geographische Lage
Die Wüstung Reinersen liegt am Westrand des Reinhardswaldes und unmittelbar westlich der Westgrenze des Gutsbezirkes Reinhardswald, in der Gemarkung Immenhausen etwa 1,5 km südöstlich der Ortsmitte von Mariendorf und 500 m südlich der zu Mariendorf gehörenden Ortslage Ahlberg. Sie befindet sich am Waldrand auf dem Südwesthang des Ahlbergs (394,6 m ü. NHN) auf etwa 315 m ü. NHN; es wird auch eine Stelle etwa 400 m weiter südlich von nur 291 m Höhe genannt. Rund 150 m südöstlich der einstigen Dorfstelle verläuft ein namenloser Bach, der den Oberlauf der Holzkape beim etwa 600 m südlich der Wüstung gelegenen Bennhäuser Teich speist.
Die einstige Dorfstelle ist auf dem von der südlich der Ortslage Ahlberg gelegenen Wegbiegung „Töpferweg“/„Am Ahlberg“ nach Südosten verlaufenden Feldweg nach etwa 300 m zu erreichen.

## Geschichte
Das einstige Dorf wird 1019 urkundlich als Reginhereshuson oder Reginhereshusen erstmals erwähnt, und Anfang des 12. Jahrhunderts besaß das Kloster Helmarshausen dort einen Hof mit sechs Hufen Land. Vermutlich stand auf einer Anhöhe im einstigen Dorfbereich auch eine Kirche. Die Schreibweise des Ortsnamens erscheint im Laufe der Jahrhunderte in verschiedenen Variationen: Rechinhereshusun (1020), Reinhardessun (Anfang 12. Jahrhundert), Reynhersen (1364), Reinharssen (1440), Rennerssen (1489), Reinersen (1506), Reinhertzen (16. Jahrhundert) und Reinhardsen (1840 bis 1861) sowie Reynhersesen.
1440 wird das einstige Dorf erstmals als wüst bezeichnet, als ein Bürger aus dem nahen Hofgeismar vom hessischen Landgrafen Ludwig I. mit 18 Hufen „zu Reinharssen und Hildensheim in dem Felde und der Feltmargke zu Ymmenhusen“ zu Lehen erhielt. Ebenso heißt es 1455 im Salbuch von Grebenstein: „Dis ist nun ein wustunge genant Reinhardessenn.“ Auch 1489 und 1506 wird der Ort als Wüstung bezeichnet. Dass das Dorf, wie auf dem vor Ort errichteten Hinweisschild zu lesen ist, „mit kurzer Unterbrechung bis 1572 besiedelt“ gewesen sei, beruht wohl auf einer Fehlinterpretation seiner Lehnsgeschichte. 1489 ging 1/4 des Dorfs als landgräflich-hessisches Lehen an Heinrich von Rutwerssen. Von 1506 bis 1572 war es hessisches Lehen derer von Retzenberg, und von 1579 bis 1824, noch immer wüst, zu einem Viertel hessisches Lehen derer von der Malsburg.
Durch Keramikscherbenfunde, Mörtelreste und verbrannten Lehm, der für Errichtung von Fachwerkhäusern verwendet wurde, ließ sich die geographische Lage des einstigen Dorfs annähernd bestimmen. Beim Dorf gab es Tonvorkommen sowie ausreichend Holz- und Wasser, die zur Herstellung von Töpferwaren verwendet wurden. Noch bis in das 16. Jahrhundert wurden hier Gebrauchsgüter vielfältiger Art hergestellt: Küchengeschirr, Trink- und Aufbewahrungsgefäße, Kacheln und Spielzeug. Noch bis Anfang des 20. Jahrhunderts wurde am nahen Ahlberg getöpfert, wovon dort noch eine ehemalige Tongrube zeugt.
Dass das Dorf Namensgeber für den Reinhardswald gewesen sein soll, ist wenig wahrscheinlich und bisher auch ohne Beleg. Eher plausibel ist eine Benennung des Dorfs und des Forsts nach einer Person namens Reginher.